# Âge du bronze danois

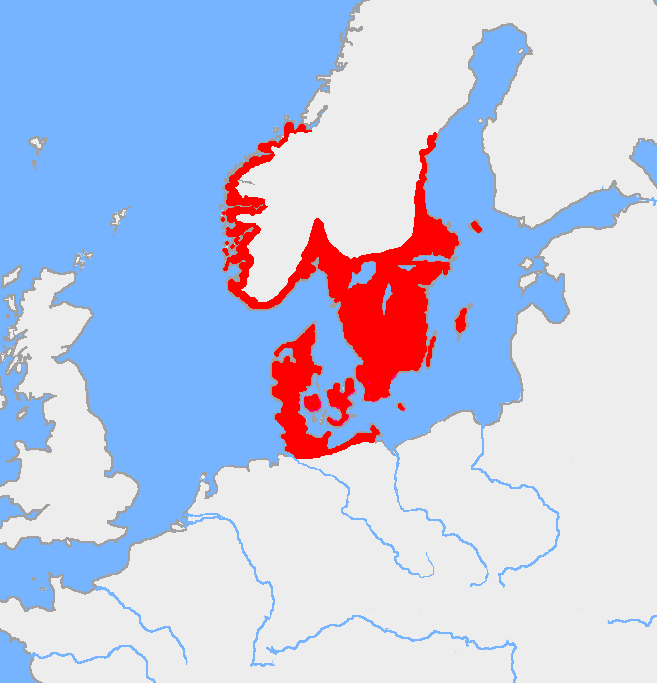
Extension de la métallurgie du bronze en Scandinavie vers -1500

L’Âge du bronze danois, daté entre environ 1800 et 500 av. J.-C., commence un peu plus tard qu'en Europe centrale. En effet, la zone scandinave ne possédait pas l'étain nécessaire à la production du bronze. L'Âge du bronze danois débute avec l'ouverture du commerce avec le reste de l'Europe. Les matières premières devaient être importées des îles Britanniques pour l'étain et des Alpes pour le cuivre. Elles étaient probablement échangées contre de l’ambre de la Baltique et d’autres biens (fourrures, peaux,...). Les témoignages archéologiques de l'Âge du bronze danois s'étendent jusqu'en Estonie,.
Cette période est généralement considérée comme celle de la genèse des peuples germaniques, mais son lien avec la culture de Jastorf (Âge du fer) a été contesté. Elle sépare chronologiquement la culture de la céramique cordée et la culture de Jastorf, admise comme une culture proto-germanique. La langue des peuples de cette époque est appelée proto-germanique.

## Mode de subsistance
Des groupes de chasseurs-cueilleurs continuent d'occuper tardivement, comparé au reste de l'Europe, les activités de subsistance jusqu'au Ier millénaire avant notre ère. Ce mode de vie perdure même jusqu'au début de l'ère médiévale dans les régions les plus au nord du cercle polaire arctique. Les groupes sédentaires s'installent essentiellement dans le sud de la région, plus propice aux activités agricoles, ainsi que sur les côtes où s'établissent des sites de pêche. Une économie rurale diversifiée s'y développe.
Les Scandinaves de cette période pratiquent la culture du froment, de l’orge, du millet (araires de bois conservés dans les tourbières), et utilisent des pâturages. La culture du seigle et de l’avoine se répand.
Il semble qu'un réchauffement climatique ait favorisé l'épanouissement de l'Âge du bronze danois. Un climat chaud (comparable à celui de la Méditerranée actuelle) aurait permis une forte croissance de la population et aurait favorisé le rendement des cultures : on sait par exemple qu'on cultivait le raisin en Scandinavie à cette époque. Mais un changement de climat entre 850 et 760 av. J.-C. et un refroidissement prononcé vers 650 av. J.-C. (auquel on a rattaché la légende du Fimbulwinter précédant Ragnarök) auraient sérieusement dégradé les conditions de vie.

## Artisanat
Les sites archéologiques de Scandinavie ont livré des spécimens bien préservés d'objets en laine, en bois et en métaux (bronze et or) importés d'Europe centrale. À l'Âge du bronze récent, les Scandinaves adoptèrent les symbolismes celtique et méditerranéen pour créer un art spécifique et propre à leur culture. Parmi les possibles sources d'inspiration, on a cité la civilisation mycénienne (Grèce) et la culture protovillanovienne (Italie). Cette influence étrangère a pu se diffuser par le commerce de l'ambre, car des bijoux trouvés dans les tombes mycéniennes provenaient de la Baltique.
Plusieurs pétroglyphes figurent des bateaux, et les alignements mégalithiques en forme de bateau témoignent aussi de l'importance de la navigation pour ces peuples. La forme des bateaux représentés a parfois été rapprochée des navires de Méditerranée de l'époque.

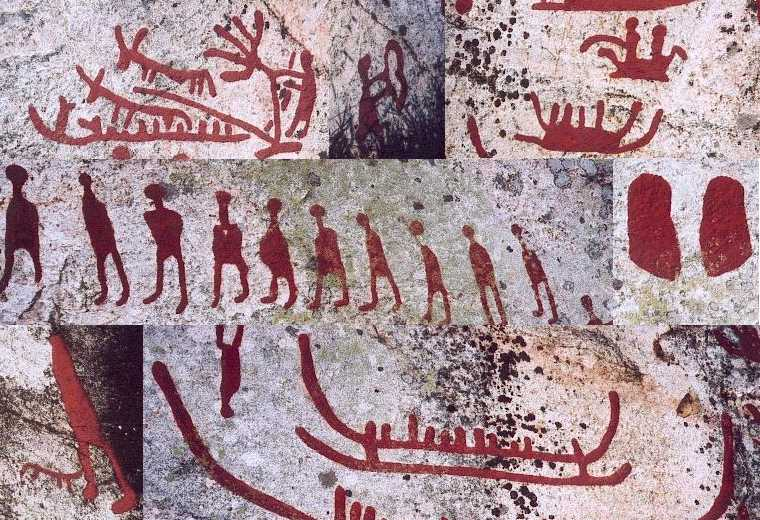
Pétroglyphes scandinaves (Häljesta, Västmanland en Suède). Ces signes de l'âge du bronze ont été repeints pour une meilleure visibilité, quoiqu'on ignore s'ils étaient peints à l'origine.

Les artisans nordiques ont créé des types originaux : épées à manches incrustés, boucliers décorés de spirales, casques à cornes, rasoirs, boucles de ceintures, boutons, fibules à lorgnons, lurs (grandes trompes), témoignant d’une parfaite maitrise de la fonderie, surtout de 800 à 450 av. J.-C. Des objets en pierre ont toutefois continué à être fabriqués sur le modèle des objets de bronze.
Des vêtements de laine noire, féminins comme ceux de la Fille d'Egtved (jupe courte à franges et pull ou longues pièces nouées à la taille et retombant par-dessus la ceinture) et masculins (capeline formée d’une pièce d’étoffe ovale retenue par une épingle, péplum serré à la taille par une ceinture, bonnet rond, sandales de cuir à lacets), ont été trouvés presque intacts dans des tourbières.

## Art rupestre
De nombreuses gravures rupestres de l’Âge du bronze (hällristningar) ont été trouvées au Danemark, dans le Holstein, en Suède et en Norvège : elles représentent des processions, des guerriers au combat, des laboureurs, des rameurs sur des navires, des chars vides, des traces de pas, des cupules creusées dans le rocher.

## Religion

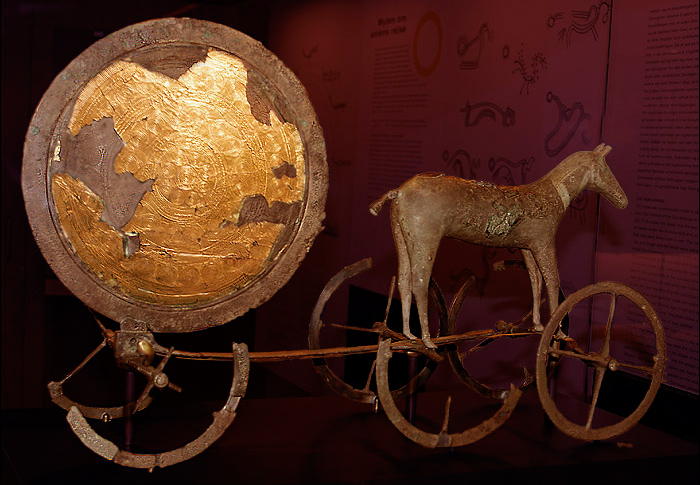
On considère le char solaire de Trundholm tiré par un cheval comme une figure mythologique centrale de l'Âge du bronze danois.

On sait peu de choses sur la religion scandinave de l'Âge du bronze, faute de sources écrites. Mais les nombreuses découvertes archéologiques permettent d'esquisser les contours de leurs croyances, ou du moins celles de certaines tribus. Les plus riches témoignages nous viennent des nombreuses gravures trouvées sur des rochers à travers l'Europe du Nord.
La plupart des chercheurs s'accordent pour dire que la religion de l'Âge du bronze était organisée autour d'un culte solaire. Le soleil était supposé porté à travers le ciel sur un char tiré par un cheval. Les dessins gravés de cette période représentent souvent une roue solaire (généralement une croix latine dans un cercle) brandie par un personnage masculin (avec un pénis protubérant). Toutefois, si le soleil a été adoré comme une figure masculine au cours de l'Âge du bronze, les croyances scandinaves postérieures représentent le soleil comme une déesse (Sunna chez les Vikings), et le mot « soleil » est généralement de genre féminin dans les langues germaniques (cf. Islandais sól ~ sunna, Allemand Sonne, Gotique sauil). On ignore quand ce changement a eu lieu.
Les jumeaux divins indo-européens (appelés Alcis d'après Tacite) semblent avoir fait l'objet d'un culte, ce qui se reflète dans la dualité de nombreux objets sacrés : chaque fois que des artéfacts cultuels ont été inhumés, on les retrouve par paire. Alcis réapparaît dans les chroniques des invasions sous les formes de Raos et Raptos, chefs frères des Astinges gotiques, Agio et Ibor, chefs frères lombards, ainsi qu'Aggi et Ebbi, chefs danois, Hengist et Horsa, Anglo-Saxons.
Une Déesse Mère a été partout vénérée (voir à Nerthus, Njörðr).
Les sacrifices (animaux, humains) ou les consécrations (armes, bijoux) étaient liés au culte de l'eau. Ils étaient pratiqués dans de petits lacs ou des marais et l'on a retrouvé plusieurs objets dans ces endroits. Des rites de type hiérogamique étaient courants. Des objets rituels comme des lurs en bronze ont été consacrés et ont servi dans des cérémonies.
Les figures gravées dans la pierre à l'Âge du bronze comportent peut-être les premières représentations connues de dieux de la mythologie nordique. Une figure récurrente de ces pierres gravées est un personnage masculin tenant un objet qui ressemble à une hache ou un marteau. D'autres personnages masculins tiennent une lance : comme une des gravures représente un personnage privé d'une main, ce personnage se rattacherait à Týr, qui est associé à cette arme. Un autre personnage tenant un arc pourrait être une préfiguration de Ullr.
On retrouve des échos de ces croyances de l'Âge du bronze dans les mythologies nordique et westique, par exemple Hrímfaxi et Skínfaxi, ou Nerthus.

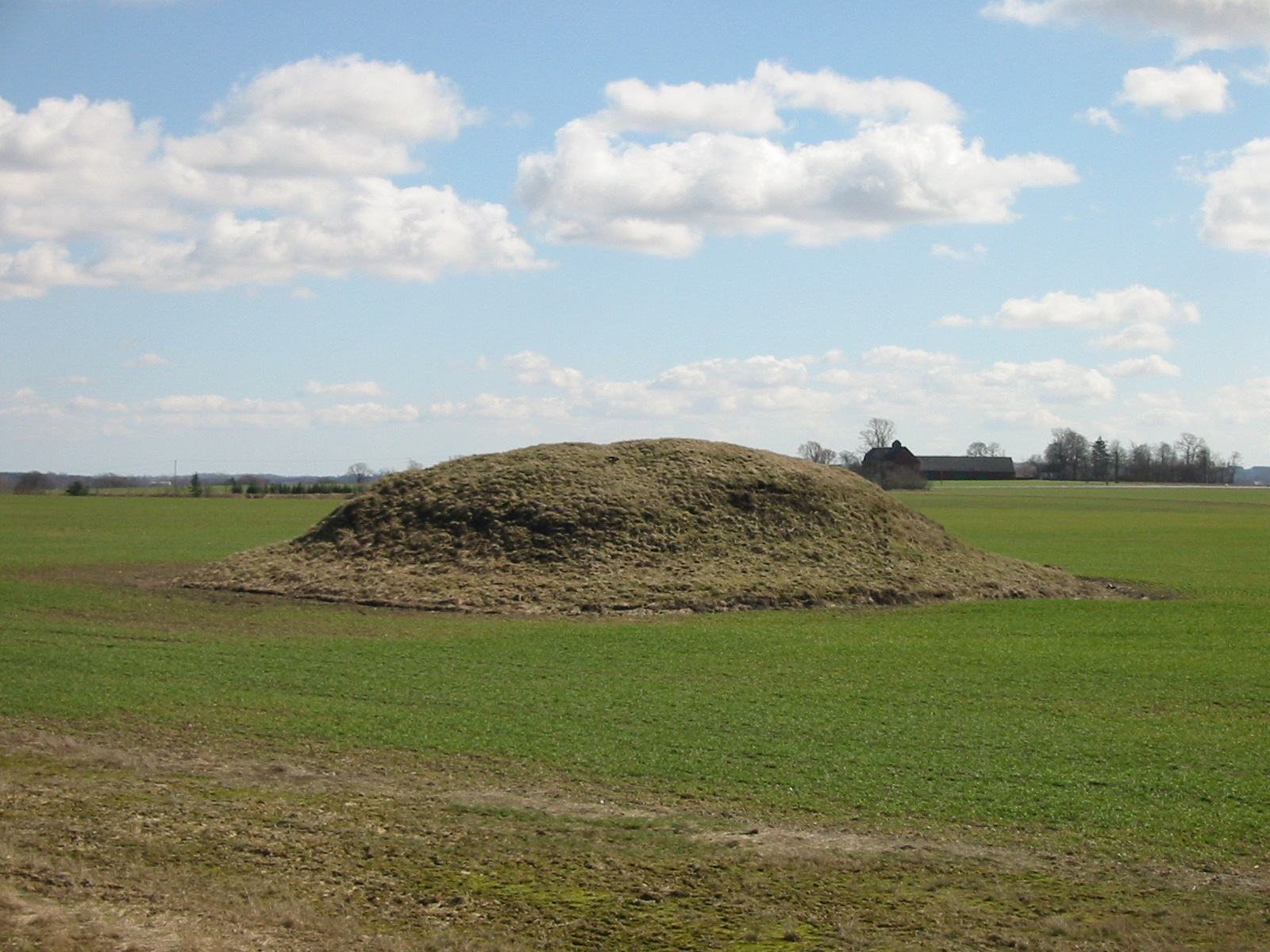
Tumulus de l'âge du bronze (Gårdstånga, Skåne en Suède).

Au début du Ier millénaire av. J.-C., un culte rendu à une divinité solaire et aux dieux de la fertilité-fécondité (Freyr et Freya, Vanes) est attesté dans les représentations des grands pétroglyphes (hällristningar).

## Sépultures
Les sépultures du Danemark sont des tumulus construits sur les lieux de passage où le corps repose dans un cercueil creusé dans un tronc d’arbre.
Au Xe siècle av. J.-C., l’usage de l’incinération se généralise. Les rites d’inhumation évoluent vers l’ensevelissement individuel, en particulier dans des sarcophages de pierre (stenkistor). Certaines tombes sont particulièrement riches (armes très ornées, bijoux).

## Fin de période

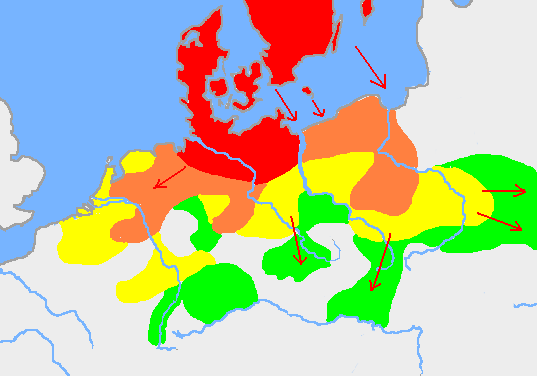
L'expansion des Germains à la fin de l'âge du bronze danois (à partir de -750)

Le refroidissement climatique du VIIe siècle av. J.-C. a pu entrainer les premiers déplacements de tribus germaniques vers la rive sud de la Baltique. Un millénaire plus tard, les nombreuses tribus germaniques se réclamant d'origine scandinave (par exemple les Lombards, les Burgondes, les Goths et les Hérules) appelaient la Scandinavie (Scandza) la matrice des peuples. L'influence scandinave en Poméranie et dans le nord de la Pologne à partir de 1300 av. J.-C. paraît même avoir été si forte que ces deux régions ont été parfois incluses dans l'Âge du bronze danois.
La prospérité scandinave disparait vers 450 av. J.-C., peut-être à cause de la détérioration du climat : les pays nordiques connaissent alors un déclin millénaire. Vers 400 apr. J.-C., une nouvelle culture apparait en Scandinavie, qu'on appelle l'Âge de Vendel.

## Génétique des populations
Au Néolithique final et au début de l'Âge du bronze, vers 1900 av. J.-C., apparait en Scandinavie un groupe distinct d'individus dominé par des mâles de l'haplogroupe I1 du chromosome Y. L'haplogroupe I est caractéristique des populations de chasseurs-cueilleurs du Paléolithique supérieur et du Mésolithique européen, avant l'arrivée sur le continent des fermiers néolithiques, puis des Indo-Européens. L'haplogroupe I1 du chromosome Y est l'un des haplogroupes dominants chez les Scandinaves d'aujourd'hui. L'augmentation rapide de la fréquence de cet haplogroupe coïncide avec l'augmentation de la mobilité observée alors en Suède, suggérant un afflux de personnes venant des régions de l'est ou du nord-est de la Scandinavie, et avec l'émergence de sépultures dans des cistes de pierre dans le sud de la Suède, qui ont été également introduites dans l'est du Danemark au cours de cette période.
Cet haplogroupe représente l'ascendance agnatique principale des Scandinaves de l'Âge du fer, des Vikings ultérieurs et d'autres groupes européens anciens de souche scandinave ou germanique documentée (par exemple, les Anglo-Saxons et les Goths).